# ژرالدین رویتلر
ژرالدین رویتلر (انگلیسی: Géraldine Reuteler؛ زادهٔ ۲۱ آوریل ۱۹۹۹) بازیکن فوتبال اهل سوئیس است.
او ملی‌پوش تیم ملی سوئیس زنان است.